# 몰랐던 것들
"몰랐던 것들"(Something, He Didn't Know)은 한국에서 제작된 김재식 감독의 2005년 드라마, 판타지, 가족 영화이다. 최승일 등이 주연으로 출연하였다.

## 출연

### 주연
- 최승일
- 공호석

## 제작진
- 프로듀서: 임병석
- 조명: 차상균
- 조연출: 김진남
- 동시녹음: 김기남
- 음향: 서영준